# 法水写瓶
法水瀉瓶（ほっすいしゃびょう）は、瓶（かめ）から瓶へ水を一滴もこぼさないでうつすように、師匠から弟子へ法門を少しも漏れることなく正しく伝えること。

## 概要
法水とは清浄な法を水に譬（たと）え、写瓶とは瓶から瓶へ水をうつすこと。
血脈相承をあらわしている。
伝承する人が変わっても法は不変であることを、容器が変わっても中の水は不変であることをもってあらわしている。

## 経典による裏づけ

### 無量義経説法品第二
法水（ほっすい）とは清浄な妙法を水に譬えた語。
無量義経説法品第二に「法は譬えば水の能（よ）く垢穢（くえ）を洗うに……其の法水も亦復是（またまたかく）の如し、能く衆生の諸（もろもろ）の煩悩の垢を洗う」とある。

### 涅槃経巻四十
瀉瓶（しゃびょう）とは瓶（かめ）の水を他の瓶にうつしかえること。
瀉とは一方から他方にうつすこと。
仏法のうえでは法水瀉瓶といって師匠から弟子へ水が瓶から瓶へ漏れなく移しかえられるように法が正しく受け継がれていくことをいう。
涅槃経巻四十に「五つには我に事（つか）ふるより来（このか）た、我が所説の十二部経を持し、一たび耳を経れば会て再問せず、瓶水を瀉（うつ）して之を一瓶に置くが如し」とある。